# Joan de Peralta (militar)
Joan de Peralta (fl. a mitjans del segle xiv) fou un militar català, cap de la guàrdia catalana de l'emperador romà d'Orient Joan VI Cantacuzè fins a l'abdicació d'aquest últim el 1354. Peralta estava al capdavant d'un contingent d'uns 300 o 500 mercenaris catalans contractats per Joan VI després de la participació de la Corona d'Aragó al costat de l'Imperi Romà d'Orient en la batalla del Bòsfor contra els genovesos (1352). Els dos ja havien coincidit a Sèrbia a la dècada del 1340, quan Peralta prestava servei a l'exèrcit serbi i Cantacuzè, aleshores regent de Joan V Paleòleg, havia cercat refugi a la cort d'Esteve Dušan durant la guerra civil romana d'Orient del 1341-1347. Peralta s'uní a Joan VI i fou el seu fidel servidor tot al llarg del conflicte.
Durant la seva estada a Constantinoble, també estigué implicat en la reparació de Santa Sofia després d'uns terratrèmols que havien provocat l'ensorrament de part de la cúpula central de l'edifici. La guàrdia catalana feu costat a Joan VI fins a l'últim moment; fins i tot quan aquest es disposava a abdicar en Joan V Paleòleg, els catalans apostats a la Porta Àuria es negaren a abaixar les armes i lliurar el complex militar a Joan V. No cediren fins que Joan VI, ansiós de transferir el poder sense vessament de sang, els amenaçà d'escriure al rei d'Aragó dient-li que s'havien amotinat.